# Marsha Hunt (Sängerin)

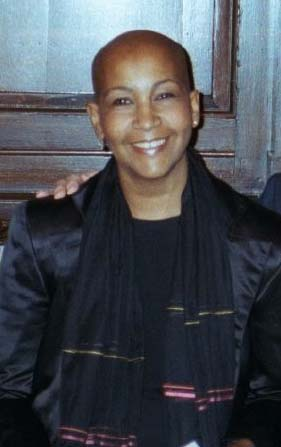
Marsha Hunt, 2005

Marsha Hunt (* 15. April 1946 in Philadelphia, Pennsylvania) ist eine US-amerikanische Sängerin und Schriftstellerin, die auch als Fotomodell mit Afrolook-Frisur und als Schauspielerin bekannt wurde.

## Biografie
Hunt wuchs in bescheidenen Verhältnissen in Philadelphia auf. 1960 zog die afroamerikanische Familie nach Kalifornien, wo Hunt die Oakland High School besuchte. Erst im Alter von 15 Jahren erfuhr sie, dass ihr Vater, der nicht bei der Familie lebte, drei Jahre zuvor Selbstmord begangen hatte. Als Studentin der University of California in Berkeley nahm Hunt an den Protestaktionen gegen den Vietnamkrieg teil.
Im Jahr 1966 reiste Marsha Hunt nach Großbritannien, wo sie Mike Ratledge von der Band Soft Machine kennenlernte, den sie 1967 heiratete. Sie arbeitete als Sängerin, u. a. in Alexis Korners Trio Free at Last sowie bei der Band The Ferris Wheel. 1968 spielte sie in London die Dionne in dem Musical Hair. Hunts Werbefotos für das Musical, aufgenommen von Patrick Lichfield, erregten Aufsehen. Als Model war sie u. a. auf dem Cover der Modezeitschrift Queen und im Magazin Vogue zu sehen. In Deutschland war sie 1968 eines der Models in einer Werbekampagne für Afri-Cola, konzipiert von Charles Wilp.
1969 trat Hunt mit der Band White Trash beim Isle of Wight Festival auf. Im selben Jahr erschien ihre erste Single Walk on Gilded Splinters (Original von Dr. John). Sie hatte Beziehungen u. a. mit Marc Bolan und Mick Jagger, der sie für das Cover der Rolling-Stones-Single Honky Tonk Woman gewinnen wollte, nachdem er Aktfotografien David Baileys von ihr gesehen hatte, was Hunt jedoch ablehnte. Am 4. November 1970, nachdem sich Jagger von Marianne Faithfull getrennt hatte und mit seiner zukünftigen Ehefrau Blanca Pérez-Mora Macías sein neues Anwesen Stargrove bei London bezogen hatte, kam Hunts und Jaggers Tochter Karis Jagger zur Welt, Jaggers erstes und Hunts einziges Kind, um das Jagger sich erst sorgte, nachdem ein von ihm gewünschter Vaterschaftstest erfolgt und er auf Unterhaltszahlungen verklagt worden war. Hunt war die Inspiration für den Rolling-Stones-Song Brown Sugar, der erstmals in dem Film Gimme Shelter (aufgenommen 1969) zu hören war.
Hunts erstes Album Woman Child kam 1971 heraus, das in Deutschland später auch unter dem Namen Desdemona erschien. Im selben Jahr verkörperte Hunt die Bianca in dem Musical Catch My Soul, einer Rock’n’Roll-Version von Shakespeares Othello. 1975 spielte sie in The Skin of Our Teeth (dt. Wir sind noch einmal davongekommen) von Thornton Wilder. 1977 veröffentlichte sie mit Marsha ein Disco-Album, das von Pete Bellotte, einem Partner von Giorgio Moroder, in München produziert worden war.
Marsha Hunt betätigte sich auch als Schauspielerin. Neben Auftritten in diversen Filmen und Fernsehserien spielte sie 1972 die Rolle der Gaynor in dem Hammer-Film Dracula jagt Minimädchen neben Christopher Lee und Peter Cushing.
Mitte der 1980er begann Marsha Hunt zu schreiben. Ihre Autobiografie Real Life: The Story of a Survivor kam 1986 auf den Markt. 1990 erschien ihr erster Roman Joy, gefolgt von Free (1992) und Like Venus Fading (1998).
1991 spielte Hunt in der Londoner Uraufführung des Stückes The Ride Down Mount Morgan von Arthur Miller. 1994 führte sie ein Monodrama auf, das auf ihrem Roman Joy basiert und bei dem ihre Tochter Karis Jagger Regie führte.
1996 veröffentlichte Hunt Reprocessing Ernestine: A Granddaughter Uncovers the Secret History of Her American Family, worin sie ihre Suche nach der Geschichte ihrer Großmutter beschrieb, die über 50 Jahre in Anstalten verbracht hatte.
2004 wurde bei Marsha Hunt Brustkrebs diagnostiziert. Ihren Kampf gegen den Krebs und die anschließende MRSA-Infektion dokumentierte sie in dem Buch Undefeated (2005).

## Diskografie

### Alben
- Woman Child (1971, in Deutschland 1974 auch unter dem Namen Desdemona veröffentlicht)
- Marsha Hunt (1975)
- Marsha (1977)
- Walk on Gilded Splinters (CD-Kompilation 1987, neu aufgelegt 1994)

### Singles (Auswahl)
- Walk on Gilded Splinters (1969)
- Desdemona (1969)
- Keep the Customer satified (1971)
- (Oh, No! Not!) The Beast Day (1973)
- C’est la vie (1976)
- The Other Side of Midnight (1977)

## Bibliografie

### Autobiographische Werke
- Real Life: The Story of a Survivor. Flamingo Books/Harper Collins, New York 1986.
- Reprocessing Ernestine: A Granddaughter Uncovers the Secret History of Her American Family. 1996.
- Undefeated: Am I The Same Girl? 2005.

### Romane
- Joy (1990, dt. unter gleichem Titel 1991)
- Free (1992)
- Like Venus Fading (1998)

### Sonstiges
- The Junk Yard: Voices From an Irish Prison (1999, herausgegeben von Marsha Hunt)